# Templo Shanhua
Templo Shanhua (chinês simplificado: 善化寺, pinyin: Shànhùa Sì) é um templo budista localizado em Datong, província de Xanxim, China. O templo foi fundado em inícios do século VIII durante a Dinastia Tang, porém o seu mais antigo edifício sobrevivente remonta ao século XI. O templo sofreu várias reparações ao longo dos anos e existem três salões originais e dois recentemente reconstruídos que prevalecem até aos nossos dias. O maior e mais antigo salão data do século XI, da Dinastia Liao, o qual é denominado de Salão Daxiongbao, sendo uma das maiores estruturas arquitectónicas deste tipo na China. Também de grande importância histórica são o Portão Principal e o Salão Sansheng, ambos datados do século XII da Dinastia Jin.

## História
O Templo Shanhua foi fundado durante o período Kaijuan da Dinastia Tang (743-741), e mandado construir pelo Imperador Xuanzong - quando ficou conhecido como o Templo Kaiyuan. Após a queda da Dinastia Tang, durante o Período das Cinco Dinastias (906-960), o templo passou por uma alteração do seu nome, ficando conhecido por Da Pu'ensi. Durante este período caótico, dos dez edifícios do complexo, apenas três ou quatro escaparam da destruição. Depois da aquisição tomada pela Dinastia Liao em 960, o templo budista assumiu a sua atual configuração.
Este sofreu novamente pesados estragos quando a Dinastia Jin foi estabelecida em 1120, e em 1128 foi iniciado todo um trabalho de restauração que demorou 15 anos para ser concluído. Em 1421, outras reparações foram executadas, desta vez coordenadas por um monge chamado Dayong. Em 1445, o templo foi palco de uma apresentação imperial de sutras. Esta foi também a primeira vez que o templo foi referido pelo seu nome atual, Templo Shanhua. Em finais do século XVI, um campanário e uma torre do tambor foram construídos sobre a mesma plataforma de pedra que serve de embasamento (Yuetai ,月台) a qual suporta o Salão Daxiongbao. Outras reparações foram efectuadas no complexo ao longo dos 200 anos seguintes. Porém, no final do século XVIII o templo foi novamente deixado ao abandono, ao ponto de um dos salões ser utilizado para servir como estábulo para um camelo, motivando o colapso de uma das paredes. Durante a Segunda Guerra Mundial, o pavilhão Puxian foi destruído, tendo sido reconstruído em 1953.

## Arquitetura
O complexo budista é atualmente composto por três salões principais, o Salão Daxiongbao, o Salão Sansheng e o Portão Principal, os quais dispostos num eixo norte-sul com dois salões situados a leste e oeste do Salão Sansheng. Existem ainda dois salões menores em cada lado do Salão Daxiongbao. Os principais salões foram edificados durante a Dinastia Liao (907-1125), contudo apenas o Salão Mahavira é distinguido como pertencente à respectiva época. O Portão Principal e o Salão Sansheng foram amplamente renovados durante a subsequente Dinastia Jin, e foram classificados pelos estudiosos da área como construções da Segunda Dinastia Jin.

### Salão Daxiongbao

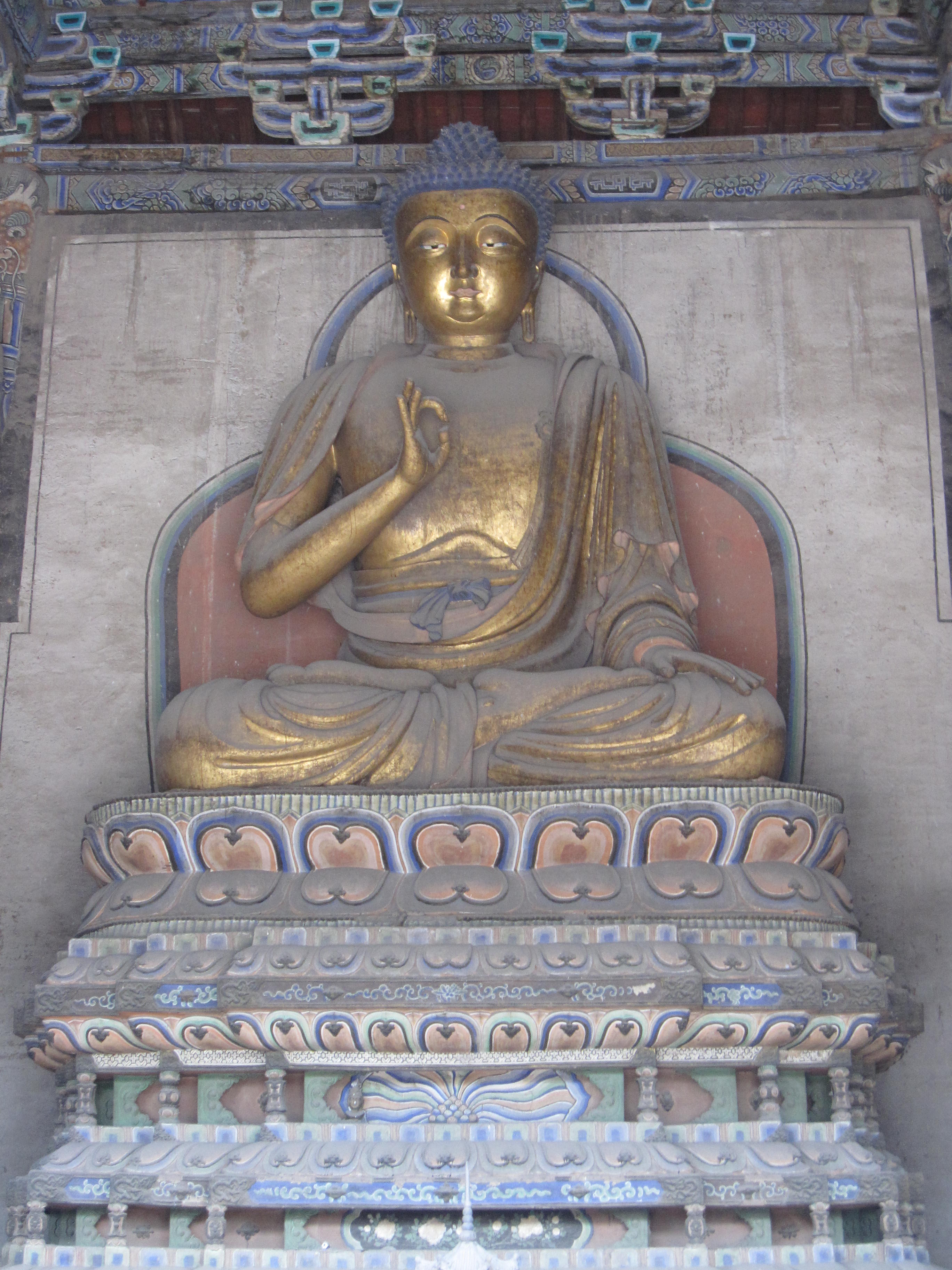
A estátua central de Sakyamuni no Salão Daxiongbao.

O Salão Daxiongbao (chinês: 大雄宝殿, pinyin: Dàxíongbǎo Diàn) é o salão setentrional do complexo e a maior estrutura do templo, que data do século XI. Inscrito num perímetro de 40,5 por 25 metros, o salão tem três portas na frente. Foi edificado sobre um crepidoma de três metros de altura que compõe o embasamento de toda a estrutura, da qual fizeram parte as torres sineira e do tambor atualmente ausentes do conjunto. De acordo com as normas do tratado de arquitetura chinesa do século XI, Yingzao Fashi, o salão está sustentado por conjuntos de mísulas dougong (铺作) de cinco fileiras num sistema de oito. O interior contém quatro grandes estátuas de Buda que representam os quatro pontos cardeais, e uma estátua ao centro que afigura Sakyamuni. As estátuas são semelhantes entre si, e representam Buda a exibir diferentes mudras (gestos simbólicos com a mão). Acima da estátua de Sakyamuni encontra-se um caixotão (chinês: 藻井, pinyin: 'zǎojǐng'), um tecto de madeira octogonal pintado e decorado.
Próximos a outras estátuas de discípulos e assistentes, juntos às grandes esculturas, estão presentes 24 estátuas deva localizadas próximo às paredes leste e oeste. 190 metros quadrados de murais compõem o salão. Estes datam de 1708 e 1716, que contudo, vieram a sofrer danos ao longo dos anos.

### Salão Sansheng
O Salão Sansheng (chinês: 三圣殿, pinyin: Sānshèng Diàn, lit. ‘Salão dos Três Sábios’) é o salão ao centro do complexo, e foi construído durante a Dinastia Jin. A estrutura abriga as estátuas dos três sábios do Avatamsaka Sutra (ensinamentos de Siddhartha Gautama), acompanhadas por duas estátuas de Manjusri e Samantabhadra. O salão possui poucos pilares ao centro, encontrando-se dependente de complexas vigas e suportes dougong de seis fileiras para o seu apoio estrutural.

### Salão Puxian

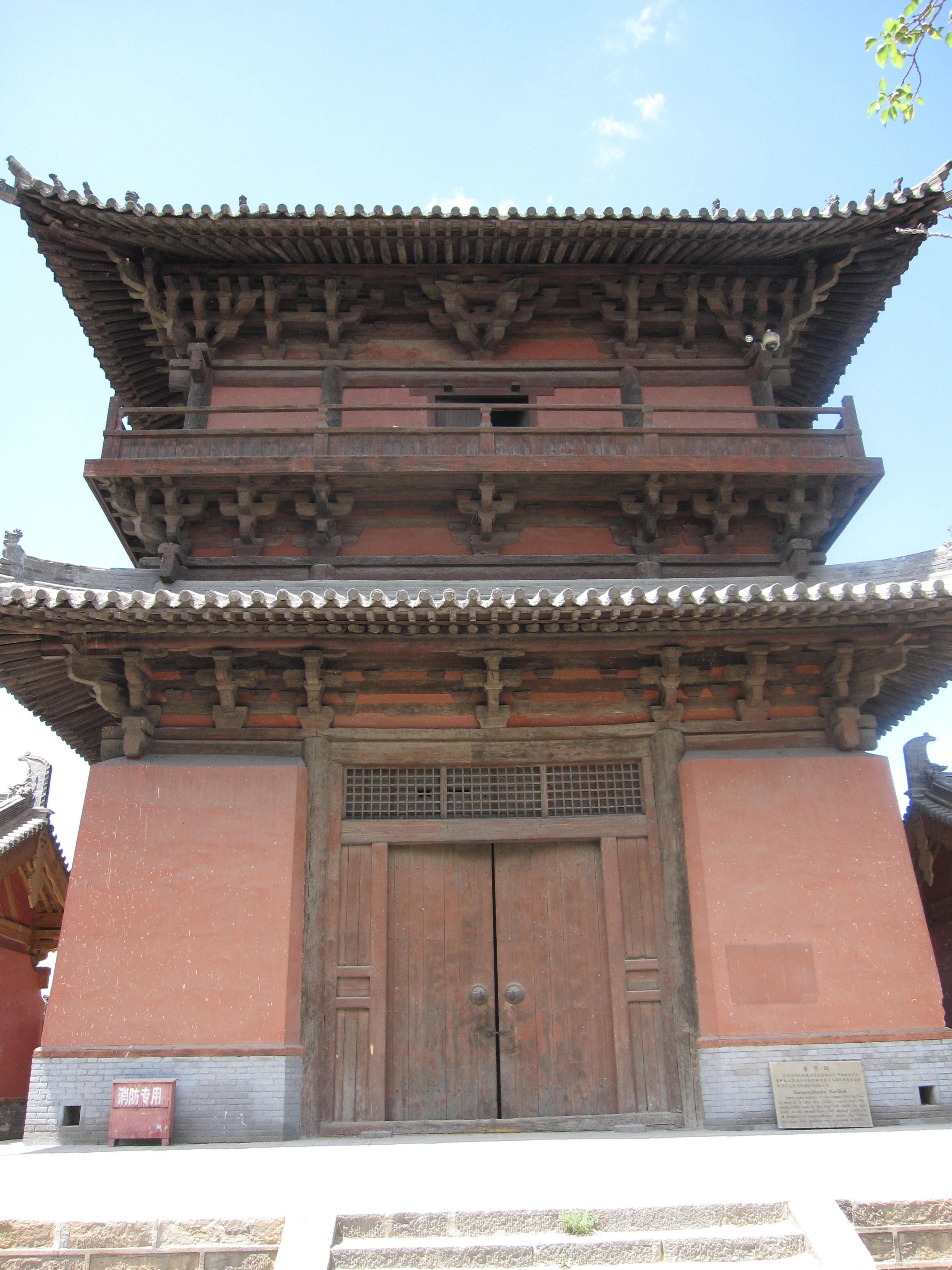
Salão Puxian

O Salão Puxian (chinês: 普贤阁, pinyin: Pǔxián Gé) foi inicialmente construído durante a Dinastia Liao, e examinado pelo historiador e arquiteto chinês Liang Sicheng em 1930. Liang revelou uma estrutura bastante danificada com dois pisos. No primeiro encontrava-se um edifício em miniatura e um nicho com duas imagens. Já no segundo patamar havia uma estátua de Bodhisattva Samantabhadra.
O edifício foi reconstruído em 1953 após ter sido destruído durante a guerra. O salão estrutura-se sobre uma matriz de três vãos por dois, delimitando um quadrado quase perfeito. Foi construído sobre uma pequena plataforma de pedra designada de yuetai (月台), a qual é acessada por um curto lance de escadas. No seu exterior, embora aparente ter apenas dois pisos, possui na realidade três, com o segundo andar que é encoberto pelo primeiro à vista exterior. Cada um dos níveis exteriores está circunscrito num perímetro de colunas.

### Salão Wenshu
Este pavilhão (chinês: 文殊阁, pinyin: Wénshū Gé) foi destruído no início do século XX, que após ter pegado fogo, foi convertido num curtume. Em 2008 foi reconstruído pelo governo local.

### Portão Principal
O Portão Principal (chinês: 山门, pinyin: Shān Mén) consiste em um grande salão construído durante a Dinastia Jin, no século XII, e é o edifício de entrada para o templo. O salão possui as estátuas dos Quatro Reis Celestiais, com duas no lado leste e outras duas a oeste. Mede cinco tramos de comprimento e dois de largura e possui uma área total de 278 metros quadrados. Os suportes dougong empregues para suportar a estrutura apresentam cinco fileiras.